# Slam (band)
Slam is een Schots dj- en producerduo uit Glasgow bestaande uit Stuart MacMillan (Glasgow, 1966) en Orde Meikle (Oxford, 1964). Ze zijn actief op house- en technogebied en medeoprichters van het platenlabel Soma Quality Recordings. Slam werkt al van het begin veel samen met Dave Clarke, die ook hun eerste manager was.

## Biografie
Slam begon in een club in Glasgow, Fury Murrys, waar ze elke donderdag hun gang mochten gaan. In de jaren tachtig was Slam vooral bekend in de Britse housewereld. Naast dj'en begonnen ze ook met het produceren van muziek. In 1991 brachten ze de single Eterna uit, waarbij ze aansloten bij de op dat moment populaire progressive-house-stroming. In dezelfde periode richtten ze ook het label Soma quality recordings op. Tevens deden Meikle en McMillan een bijdrage aan het album U.F. Orb van The Orb.

## Technoact
In 1993 sloegen ze muzikaal een wat andere koers in. Met Positive education ontwikkelde Slam zich meer richting techno. De single vormde de doorbraak voor het duo en groeide uit tot een grote danceklassieker. In 1995 werd het gevolgd door de ep Snapshots, waarvan er voor Groovelock een zomerse videoclip werd gemaakt. Het debuutalbum Headstates was minder gericht op de dansvloer en bevatte vooral melodieuze elektronica. Eerdere singles zijn ook niet op het album gezet. Van het album kwam de single Dark forces, dat het meest dansvloergerichte nummer van het album was.
Daarna lag Slam een tijdje stil. De twee mannen bouwden hun label uit. Ze werkten tijdelijk aan het project Pressure funk. Hiervan verscheen in 1999 het album Twisted funk. Ook werden er in 2000 een reeks singles uitgebracht als Freelance science. 

## Werken met gastvocalisten
Begin 2001 verschoof de focus voor het duo weer richting Slam. Er werd een nieuwe versie van Positive education uitgebracht en er verscheen het nummer Narco tourists, dat met UNKLE is gemaakt. Beide singles waren voorbodes van het album Alien radio. Op dit album werd meer ingezet op dansbare techno en werd er ook met gastbijdragen van vocalisten gewerkt. Het album was een van de toonaangevende dancealbums van dat jaar en vrijwel ieder nummer werd op single uitgebracht. Hierbij ook de belangrijkste vocale tracks. In de zomer van 2001 was Lifetimes met zanger Tyrrone "Visionary" Palmer een populaire plaat onder het housepubliek. Het zweverige Visions, met zangeres Dot Allison, deed het goed vanwege de remix van Vitalic. Van het album werd ook een extra remixalbum op de markt gebracht.  
In de zomer van 2004 was er weer een nieuw album af. Op Year zero werd de koers van Alien radio voortgezet met nog meer vocale tracks. Opnieuw waren Tyrrone Palmer en Dot Allison te gast. Nieuw waren housediva Billie Ray Martin en Detroit-technozangeres Ann Saunderson van Inner City. Ook was er een bijdrage van Simple Minds-toetsenist Andy Gillespie. 
In 2007 volgde het album Human response. Hierop was het aantal vocale bijdragen weer wat beperkter. Dot Allison keerde terug als zangeres en ook songschrijver/producer My Robot friend was te horen. Het album ging gepaard met de single Azure, dat een balletvideoclip heeft. 

## Terug naar de basis
De jaren na Human response richtten de twee zich vooral op het uitbrengen van verschillende losse singles. In 2013 werd een nieuw album aangekondigd. Dit werd Reverse Proceed, dat eind 2014 verscheen. Hierop keerden Meikle en McMillan terug naar hun oorspronkelijke basis. Kale maar melodieuze techno- en ambient-tracks die een geheel vormen over het album. 

## Trivia
- Slam is vernoemd naar een track van de groep Phuture.[2]
- Het nummer Positive Education is een kritische noot naar het onderwijssysteem van het Verenigd Koninkrijk.[3]
- Orde Meikle en Stuart McMillan zijn de ontdekkers van Daft Punk. Op een festival in 1994 krijgen de mannen een demobandje van Thomas Bangaltar. Het duo besluit de Fransen een plek bij Soma quality recordings te geven.

## Discografie
- Snapshots (Soma, 1995)
- Positive Education (single) (Soma, 1995)
- Headstates (Soma, 1996)
- Past Lessons/Future Theories (Distinctive Breaks, 2000)
- Alien Radio (Soma, 2001)
- Alien Radio Remixed (Soma, 2002)
- Slam in America (DMC, 2002)
- Fabric 09: Slam (Fabric, 2003)
- Year Zero (Soma, 2004)
- Nightdrive (Resist, 2005)
- Ekspozicija 4 (Explicit Musick, 2006)
- Human Response (Soma, 2007)
- Reverse Proceed (Soma, 2014)